# 阿尔科纳达
阿尔科纳达，是西班牙卡斯蒂利亚-莱昂帕伦西亚省的一个市镇。 总面积19平方公里，总人口60人（2001年），人口密度3人/平方公里。